# ジョン・コクラン (第2代ダンドナルド伯爵)
第2代ダンドナルド伯爵ジョン・コクラン（英語: John Cochrane, 2nd Earl of Dundonald、1690年5月16日没）は、スコットランド貴族。1679年から1686年までコクラン卿の儀礼称号を使用した。

## 生涯
ウィリアム・コクラン（William Cochrane、1679年8月25日没、初代ダンドナルド伯爵ウィリアム・コクランの長男）とキャサリン・ケネディ（Catherine Kennedy、第6代カセルス伯爵ジョン・ケネディの娘）の息子として生まれ、1676年12月にグラスゴー大学に入学した。
1684年11月中旬、スーザン・ハミルトン（Susan Hamilton、1737年2月7日没、ハミルトン公爵ウィリアム・ハミルトンの娘）と結婚、2男1女を儲けた。
- アン（1685年9月4日洗礼） - 早世
- ウィリアム（1686年頃 – 1705年） - 第3代ダンドナルド伯爵。子供なし
- ジョン（1687年 – 1720年） - 第4代ダンドナルド伯爵。子供あり

1686年に祖父が死去すると、ダンドナルド伯爵の爵位を継承した。
1690年5月16日に死去、29日にダンドナルド教会（Dundonald Church）で埋葬された。長男ウィリアムが爵位を継承した。